# 阿里特勤
阿里特勤（Ali Tigin，？—1034年），又称河中玉素甫，喀喇汗国可汗哈仑之子。夺得了阿尔斯兰·伊列克·纳斯尔的中亚河中地区的领地，同时他的哥哥优素福·卡迪尔汗成为大汗。哈桑系取代了阿里系。伊斯兰历423年（1031年12月19日－1032年12月6日），优素福·卡迪尔汗死后，阿里特勤自称桃花石·博格拉汗，在河中建立了独立的政权。伊斯兰历426年（1034年11月16日－1035年11月4日），阿里特勤去世。后来阿尔斯兰·伊列克·纳斯尔的儿子穆罕默德·艾因·道拉、伊卜拉欣·桃花石·博格拉汗兄弟夺得西方的政权，建立了西喀喇汗。
| 前任： 优素福·卡迪尔汗 | 喀喇汗国西部可汗 1020年—1034年 | 繼任： 穆罕默德·艾因·道拉 |